# Metallica (album)
Metallica (album je objavljen bez naslova, ali obožavatelji su ga prozvali Metallica[nedostaje izvor] ili The Black Album što je povezano s Beatlesima i njihovim albumom The White Album), peti je studijski album američkog heavy metal sastava Metallica. Jedan je od najprodavanijih albuma grupe.
Album Metallica izlazi 12. kolovoza 1991. posredstvom diskografske kuće "Elektra Records" i bilježi najbolju prodaju u tom vremenu. Album je do 2007. u Americi prodan u preko 16 milijuna kopija, 30 milijuna u cijelome svijetu.
Na omotu albuma nalazi se samo logo sastava i slika uvijene zmije (preuzeta s američke zastave "Gadsden flag", koja se može vidjeti obješena na zidu studija "One on One", gdje su snimali album), koji su jasno vidljivi. Geslo zastave Gadsden flag je Metallicin singl "Don't Tread on Me", koji se također našao na popisu skladbi za album.

## Popis pjesama
Tekstovi: James Hetfield. 
| 1.    | »Enter Sandman«        | Hetfield, Lars Ulrich, Kirk Hammett | 5:32 |
| 2.    | »Sad but True«         | Hetfield, Ulrich                    | 5:25 |
| 3.    | »Holier Than Thou«     | Hetfield, Ulrich                    | 3:48 |
| 4.    | »The Unforgiven«       | Hetfield, Ulrich, Hammett           | 6:27 |
| 5.    | »Wherever I May Roam«  | Hetfield, Ulrich                    | 6:44 |
| 6.    | »Don't Tread on Me«    | Hetfield, Ulrich                    | 4:00 |
| 7.    | »Through the Never«    | Hetfield, Ulrich, Hammett           | 4:04 |
| 8.    | »Nothing Else Matters« | Hetfield, Ulrich                    | 6:29 |
| 9.    | »Of Wolf and Man«      | Hetfield, Ulrich, Hammett           | 4:17 |
| 10.   | »The God that Failed«  | Hetfield, Ulrich                    | 5:09 |
| 11.   | »My Friend of Misery«  | Hetfield, Ulrich, Jason Newsted     | 6:50 |
| 12.   | »The Struggle Within«  | Hetfield, Ulrich                    | 3:54 |
| 62:39 |                        |                                     |      |

## Singlovi
- "Enter Sandman" – 1991.
- "Don't Tread On Me" - 1991.
- "The Unforgiven" – 1991.
- "Nothing Else Matters" – 1992.
- "Wherever I May Roam" – 1992.
- "Sad But True" – 1992.

## Zasluge
Metallica
- James Hetfield – ritam gitara, vokal, akustična gitara u skladbi "The Unforgiven", ritam i glavna gitara u skladbi "Nothing Else Matters"
- Kirk Hammett – glavna gitara, sitar u skladbi "Wherever I May Roam"
- Jason Newsted – bas-gitara
- Lars Ulrich – bubnjevi

Gostujući izvođaći
- Michael Kamen – aranžman s orkestrom u skladbi "Nothing Else Matters"

## Top lista

### Album
| Godina | Top lista         | Mjesto |
| ------ | ----------------- | ------ |
| 1991.  | The Billboard 200 | 1      |

### Singlovi
| Godina | Skladba                | Top lista              | Mjesto |
| ------ | ---------------------- | ---------------------- | ------ |
| 1991.  | "Enter Sandman"        | The Billboard Hot 100  | 16     |
| 1991.  | "Enter Sandman"        | Mainstream Rock Tracks | 10     |
| 1991.  | "Enter Sandman"        | Modern Rock Tracks     | 28     |
| 1991.  | "Enter Sandman"        | UK Top 40              | 5      |
| 1991.  | "Don't Tread on Me"    | Mainstream Rock Tracks | 21     |
| 1992.  | "The Unforgiven"       | The Billboard Hot 100  | 35     |
| 1992.  | "The Unforgiven"       | Mainstream Rock Tracks | 10     |
| 1992.  | "Nothing Else Matters" | The Billboard Hot 100  | 34     |
| 1992.  | "Nothing Else Matters" | Mainstream Rock Tracks | 11     |
| 1992.  | "Wherever I May Roam"  | The Billboard Hot 100  | 82     |
| 1992.  | "Wherever I May Roam"  | Mainstream Rock Tracks | 25     |
| 1992.  | "Sad but True"         | The Billboard Hot 100  | 98     |
| 1992.  | "Sad but True"         | Mainstream Rock Tracks | 15     |